# Tola (Nicaragua)
Tola is een gemeente in Nicaragua in het departement Rivas. De gemeente telde 23.400 inwoners in 2015, waarvan ongeveer één vierde in urbaan gebied (área de residencia urbano) woont.

## Geografie
Tola wordt in het westen begrensd door de Grote Oceaan.
De hoofdplaats bevindt zich 124 kilometer ten zuidwesten van de hoofdstad Managua. De gemeente Tola beslaat 477 km² en met 23.140 inwoners in 2012 heeft het een bevolkingsdichtheid van 49 inwoners per vierkante kilometer.

### Bestuurlijke indeling
De gemeente bestaat uit 47 gemeenschappen en de hoofdplaats Tola.

### Aangrenzende gemeenten
| Aangrenzende gemeenten | Aangrenzende gemeenten | Aangrenzende gemeenten | Aangrenzende gemeenten | Aangrenzende gemeenten |
| ---------------------- | ---------------------- | ---------------------- | ---------------------- | ---------------------- |
| Santa Teresa           |                        |                        |                        | Belén                  |
|                        |                        |                        |                        |                        |
|                        | Rivas                  |                        |                        |                        |
|                        |                        |                        |                        |                        |
|                        |                        |                        |                        | San Juan del Sur       |